# Bergkejsarduva
Bergkejsarduva (Ducula badia) är en sydasiatisk fågel i familjen duvor inom ordningen duvfåglar.

## Utseende
Bergkejsarduvan är en stor (43–51 cm) och rätt färglös duva. Den är skärgrå på huvud och undersida, på undre stjärttäckare ljusbeige, till skillnad från grön kejsarduva ljusare än undergump och buk. Ovansidan är purpurfärgad med mörkbrunt band tvärs över stjärten.
Ghatskejsarduvan i sydvästra Indien (D. cuprea, numera oftast behandlad som egen art) skiljer sig något genom mörk ögoniris, brunare mantel, rostfärgad nedre del av buken, smalare ändband på stjärten och längre näbb men kortare vingar.

## Utbredning och systematik
Bergkejsarduva delas in i tre underarter med följande utbredning:
- Ducula badia insignis – vid foten av Himalaya (västra Nepal, Sikkim och Bhutan)
- Ducula badia griseicapilla – från Myanmar till sydvästra Kina, Hainan, Thailand och Indokina
- Ducula badia badia – på Malackahalvön och  i Merguiarkipelagen samt på Sumatra, Borneo och västra Java

Tidigare inkluderades ghatskejsarduvan (D. cuprea) i arten.

## Status och hot
Arten har ett stort utbredningsområde, men tros minska i antal, dock inte tillräckligt kraftigt för att den ska betraktas som hotad. Internationella naturvårdsunionen IUCN listar därför arten som livskraftig (LC).